# Arctia achlyoessa
Arctia achlyoessa là một loài bướm đêm thuộc phân họ Arctiinae, họ Erebidae.